# Stafsinge kyrka
Stafsinge kyrka, tidvis även Stavsinge kyrka, är en kyrkobyggnad som tillhör Stafsinge församling i Göteborgs stift. Den ligger i kyrkbyn Stafsinge strax norr om centralorten i Falkenbergs kommun. 

## Historia
Nuvarande kyrkobyggnad föregicks av en medeltida stenkyrka, som låg cirka 700 meter norr om dagens kyrka. Den uppfördes troligen på 1100-talet. Dess planform framgår av en ritning från 1793 och byggnaden bestod av ett rektangulärt långhus och ett smalare, rakt avslutat kor. År 1793 utvidgades kyrkan österut och omdanades till en salkyrka, med ett tresidigt avslutat korparti, ett vidbyggt vapenhus i söder och ett torn av trä. Den gamla kyrkan revs 1863 varvid inventarier och byggnadsmaterial såldes på auktion. Även triumfkrucifixet såldes, men återköptes senare. Kyrkan hade ett bemålat innertak och ett fåtal bräder har återfunnits och finns uppsatta som en tavla i den nya kyrkans långhus. Vissa delar av målningen är stilmässigt lika dem som Sven Wernberg utförde.
Kyrkogården och kyrkplatsen är väl inhägnade av en mur. Inga spår finns ovan jord efter kyrkan, men ett större antal gravhällar från 1800-talets första hälft står resta på kyrkogården. Medeltidskyrkan var helgad åt den norske helgonkungen Sankt Olof.

## Kyrkobyggnad
Dagens kyrka uppfördes 1862-1865 av vitputsad gråsten i sent nyklassicistisk stil efter ritningar av Albert Theodor Gellerstedt. Byggnaden består av ett rektangulärt långhus med ett femsidigt korutsprång i två våningar och har ett torn i väster, vilket kröns av en smal kopparbeslagen lanternin med hög spira. På 1930-talet var en flygfyr anordnad i lanterninen. Sakristian är belägen bakom altaret. En restaurering genomfördes 1936. 
I vapenhuset finns en takmålning från 1700-talet som föreställer den heliga familjen.

## Inventarier
- Predikstol och altaruppsats från 1864 utförda av Johan Edvard Beckquist.
- Altartavla från 1872 med Thorvaldsens Kristus.
- Triumfkrucifix från 1480-1500 omkring en meter högt.[3] Korset hänger på södra långhusväggen.
- I tornet hänger två klockor, varav den ena är gjuten 1508 och den nyare tillkom 1901 som en donation.

### Orgel

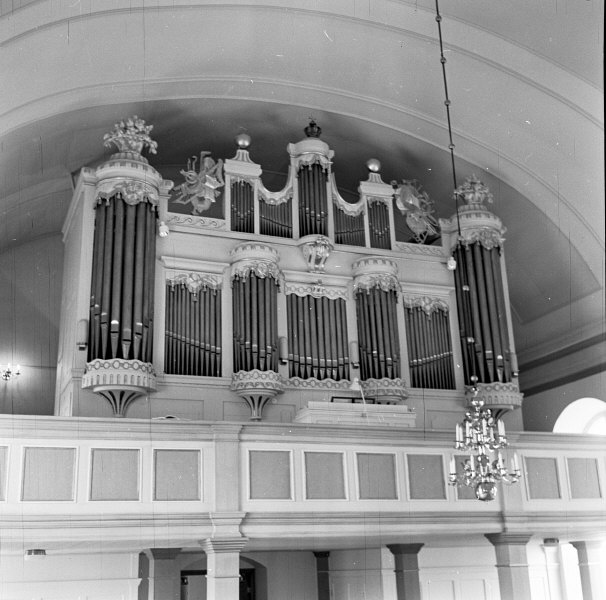
Orgelfasaden

I samband med kyrkans tillkomst 1865 inköptes en läktare med orgel från Tyska kyrkan, Göteborg. Orgeln var byggd 1788 av Johan Ewerhardt den äldre och fasaden i rokoko är utförd av bildhuggaren Peter Saccow.